# Tunisiens herrlandslag i ishockey
Tunisiens herrlandslag i ishockey representerar Tunisien i ishockey på herrsidan. Första landskampen spelades i Courbevoie den 14 juni 2014 mot franska klubblaget Coqs de Courbevoie, och förlorades med 5-6.

### Fotnoter
1. ↑  ”Tunisia Shows Great Strides In First International Hockey Game” (på engelska). Hockey House. 14 juni 2014. Arkiverad från originalet den 23 oktober 2014. https://web.archive.org/web/20141023210505/http://thehockeyhouse.net/international-hockey/tunisia-shows-great-strides-in-first-international-hockey-game/. Läst 31 mars 2015.